# Storckiella australiensis
Storckiella australiensis là một loài thực vật có hoa trong họ Đậu. Loài này được J.H.Ross & B.Hyland miêu tả khoa học đầu tiên.